# Deutsche Poolbillard-Meisterschaft 2002 (Herren)
Die Deutsche Poolbillard-Meisterschaft 2002 war die 28. Austragung zur Ermittlung der nationalen Meistertitel der Herren in der Billardvariante Poolbillard. Sie wurde in Willingen ausgetragen. Es wurden die Deutschen Meister in den Disziplinen 14/1 endlos, 8-Ball, 9-Ball und 8-Ball-Pokal ermittelt.

## Medaillengewinner
| Disziplin    | Gold                          | Silber                          | Bronze                               | Bronze                              |
| ------------ | ----------------------------- | ------------------------------- | ------------------------------------ | ----------------------------------- |
| 14/1 endlos  | Thomas Engert (1. PBC Dessau) | Thorsten Hohmann (1. PBC Fulda) | Sascha Trautmann (BSC Groß-Gerau)    | John Blacklaw (PBC Bremen-Neustadt) |
| 8-Ball       | Ralf Souquet (1. PBC Dessau)  | Thomas Engert (1. PBC Dessau)   | Michael Heinz (1. PBC Joker Geldern) | Thorsten Hohmann (1. PBC Fulda)     |
| 9-Ball       | Ralf Souquet (1. PBC Dessau)  | Thorsten Hohmann (1. PBC Fulda) | Andreas Roschkowsky (1. PBC Dessau)  | Thomas Engert (1. PBC Dessau)       |
| 8-Ball-Pokal | Helmut Osterloh (Molbergen)   | Thorsten Hohmann (1. PBC Fulda) | Thomas Engert (1. PBC Dessau)        | Ralf Souquet (1. PBC Dessau)        |

## Modus
Die 32 Spieler, die sich über die Landesmeisterschaften der Billard-Landesverbände qualifiziert haben, spielten zunächst im Doppel-KO-System. Ab dem Viertelfinale wurde im KO-System gespielt.

## Wettbewerbe
Aus Gründen der Übersichtlichkeit werden im Folgenden jeweils nur die 16 bestplatzierten Spieler notiert.

### 14/1 endlos
| Platz | Spieler              | Verein                    |
| ----- | -------------------- | ------------------------- |
| 1     | Thomas Engert        | 1. PBC Dessau             |
| 2     | Thorsten Hohmann     | 1. PBC Fulda              |
| 3     | Sascha Trautmann     | BSC Groß-Gerau            |
| 3     | John Blacklaw        | PBC Bremen-Neustadt       |
| 5     | Oliver Ortmann       | PBV Anderten              |
| 5     | Ralf Souquet         | 1. PBC Dessau             |
| 5     | Christian Brehme     | BSF Kurpfalz              |
| 5     | Maico Kollmeyer      | PBC Brambauer             |
| 9     | Florian Hammer       | BSF Kurpfalz              |
| 9     | Michael Schmidt      | PBV Anderten              |
| 9     | Daniel Schwerdtfeger | BC Saarbrücken            |
| 9     | Andreas Glasow       | BC Oberhausen             |
| 13    | Michael Thelen       | BC Alsdorf                |
| 13    | Daniel Tietze        | 1. PBC Fulda              |
| 13    | Bircan Cakir         | PBV Bahrenfeld            |
| 13    | Nico Vitiello        | PBC Ballhunters Troisdorf |

### 8-Ball
| Platz | Spieler             | Verein                   |
| ----- | ------------------- | ------------------------ |
| 1     | Ralf Souquet        | 1. PBC Dessau            |
| 2     | Thomas Engert       | 1. PBC Dessau            |
| 3     | Michael Heinz       | 1. PBC Joker Geldern     |
| 3     | Thorsten Hohmann    | 1. PBC Fulda             |
| 5     | Florian Hammer      | BSF Kurpfalz             |
| 5     | Andreas Roschkowsky | 1. PBC Dessau            |
| 5     | Jörn Kaplan         | 1. PBC Brambauer         |
| 5     | Jakob Belka         | BSC Ingolstadt           |
| 9     | Oliver Blechschmidt | PBC Wild Turkey Nürnberg |
| 9     | Alexander Scholz    | BC Saarbrücken           |
| 9     | Kai Vullgraff       | BC Queue Hamburg         |
| 9     | Thomas Peeters      | 1. PBC Joker Geldern     |
| 13    | Christian Weigoni   | PBV Anderten             |
| 13    | Sven Hölzel         | BC Solaris Chemnitz      |
| 13    | Guido Helvensteijn  | PBC Herbolzheim          |
| 13    | Michael Kasper      | PBC Schwerte 87          |

### 9-Ball
| Platz | Spieler             | Verein                    |
| ----- | ------------------- | ------------------------- |
| 1     | Ralf Souquet        | 1. PBC Dessau             |
| 2     | Thorsten Hohmann    | 1. PBC Fulda              |
| 3     | Andreas Roschkowsky | 1. PBC Dessau             |
| 3     | Thomas Engert       | 1. PBC Dessau             |
| 5     | Sascha Trautmann    | BSC Groß-Gerau            |
| 5     | Oliver Ortmann      | PBV Anderten              |
| 5     | Florian Hammer      | BSF Kurpfalz              |
| 5     | Nico Vitiello       | PBC Ballhunters Troisdorf |
| 9     | Michael Heinz       | 1. PBC Joker Geldern      |
| 9     | Frank Ploetz        | PBC 77 Viktoria Berlin    |
| 9     | Thomas Damm         | 1. PBC Gera               |
| 9     | Ralf Wack           | PBC Fortuna Bexbach       |
| 13    | John Blacklaw       | PBC Bremen-Neustadt       |
| 13    | Max Weber           | BSC Martinsried           |
| 13    | Ralf Mess           | TV Borghorst              |
| 13    | Thomas Hasch        | BSV Dachau                |